# ガイウス・ウィビウス・パンサ・カエトロニアヌス
ガイウス・ウィビウス・パンサ・カエトロニアヌス（ラテン語: Gaius Vibius Pansa Caetronianus, ? - 紀元前43年）は、共和政末期ローマの元老院議員、執政官。

## 生涯
幼少の頃は分かっていない。経歴は紀元前51年に護民官を勤め、ローマ内戦ではガイウス・ユリウス・カエサル派として元老院派と戦った。カエサルの暗殺後は共和政ローマの指導的立場となり、紀元前43年にアウルス・ヒルティウスと執政官になる。そしてガリア・キサルピナでデキムス・ユニウス・ブルトゥス・アルビヌスを包囲しているマルクス・アントニウスの征伐に出撃。この戦いには同僚ヒルティウスのほかに、当時アントニウスと敵対していたオクタウィアヌス（のちのアウグストゥス）も軍団を率い参戦した。パンサ、ヒルティウス、オクタウィアヌスの元老院軍とアントニウス軍は紀元前43年4月14日にフォルム・ガッロルムの戦いで激突する。その後ムティナの戦いで決着。友軍は勝利であったがヒルティウスは戦死、パンサも戦闘中の負傷が原因で数日後に没した。
2人の正規執政官が戦死したことで、残った元老院側の軍勢はオクタウィアヌスが掌握することとなった。その後戦いに生き残ったアントニウスが逃亡先のガリアでマルクス・アエミリウス・レピドゥスと合同し、追撃するデキムス・ブルトゥスを破ると、オクタウィアヌスはアントニウス、レピドゥスと和解し第二回三頭政治を結成、元老院に敵対した。パンサの死によって共和派はカエサル派に対抗できる軍事力を事実上失ったとみることができる。